# Telmatherina prognatha
Telmatherina prognatha là một loài cá thuộc họ Telmatherinidae. Nó là loài đặc hữu của Indonesia.